# The Legend of Heroes: Trails of Cold Steel IV
The Legend of Heroes: Trails of Cold Steel IV (英雄伝説 閃の軌跡 IV, Eiyuu Densetsu Sen no Kiseki IV, lit: 'La llegenda dels herois: Traces centellejants IV') és un videojoc de rol desenvolupat per Nihon Falcom. El joc forma part de la sèrie Trails, i alhora de la sèrie més gran The Legend of Heroes. Es tracta de l'entrada final de la tetralogia Trails of Cold Steel. El joc va sortir primer per a PlayStation 4 al Japó el setembre de 2018 i a tot el món l'octubre de 2020. L'abril de 2021 se'n van publicar ports per a Nintendo Switch, Microsoft Windows i Stadia. Una seqüela, The Legend of Heroes: Trails into Reverie, es va publicar el 2020.

## Jugabilitat
La jugabilitat de Trails of Cold Steel IV és semblant a la dels jocs anteriors de la saga Trails of Cold Steel, essent un videojoc de rol tradicional japonès amb combats per torns.
La jugabilitat es basa en la de Trails of Cold Steel III, amb moltes característiques que tornen.
També tornen les Arts Perdudes (Lost Arts en anglès) de Trails of Cold Steel II, que són significativament més potents que les Arts normals, però que consumeixen tots els PE (Punts d'Energia).
Diversos canvis en comparació amb els jocs anteriors de Trails of Cold Steel inclouen modificacions als sistemes de les Ordres Braves (Brave Orders en anglès) i el Trencament (Break en anglès). Ara els personatges comencen amb ordres més febles que es poden millorar trobant cofres del tresor que desencadenen combats de "posada a prova" en què només poden participar personatges fixos. També costa més infligir l'estat de trencament.
Alguns dels minijocs presents són el blackjack, el pòquer, el Pom! Pom! Party! i Vantage Masters.

## Trama
El joc és una seqüela directa dels tres jocs anteriors de Trails of Cold Steel i s'ambienta dues setmanes després de la batalla final de Trails of Cold Steel III. Els esdeveniments de l'últim capítol d'aquest joc han provocat un cop d'estat intern i hi ha el perill d'una possible guerra amb la República de Calvard. Mentrestant, la resta de la classe VII escapa al poble secret de les bruixes, i comencen a fer tot el possible per rescatar en Rean i mirar d'aturar la guerra.

## Desenvolupament i publicació
El novembre de 2017 es va revelar en una entrevista amb el president de Nihon Falcom, Toshihiro Kondo, que tenien plans de crear un quart joc de Trails of Cold Steel. A l'entrevista, va declarar que originalment Trails of Cold Steel III havia de concloure aquest arc de la sèrie, però els va resultar difícil tancar la història de manera satisfactòria sense una quarta entrada. Igual que les entrades anteriors de Trails of Cold Steel, es va desenvolupar amb el motor de joc PhyreEngine. El port de Nintendo Switch va ser fet per Engine Software i la versió de Windows per PH3 Games.
El joc havia de sortir originalment al Japó a finals de 2018 per a PlayStation 4 i finalment es va publicar 27 de setembre de 2018. També se'n va vendre una edició limitada al Japó. La localització a l'anglès la va fer NIS America. Es va publicar el 27 d'octubre de 2020 a Amèrica del Nord i Europa, i el 6 de novembre a Austràlia i Nova Zelanda, també per a PlayStation 4. Un port per a Nintendo Switch va sortir al Japó el 18 de març de 2021, el 9 d'abril de 2021 a Amèrica del Nord i Europa, i el 16 d'abril de 2021 a Oceania. Els ports per a Microsoft Windows i Stadia van sortir a tot el món el 9 d'abril de 2021.

## Recepció
The Legend of Heroes: Trails of Cold Steel IV va rebre crítiques "generalment favorables" segons l'agregador de ressenyes Metacritic. Frontline Gaming Japan va fer una ressenya del llançament japonès de PlayStation 4 i va dir que "la sèrie Kiseki és la cúspide dels jocs de rol japonesos moderns, i Sen IV no es manté a l'altura del llegat de la sèrie".